# Pēteris Vasks
Pēteris Vasks   (Aizpute, 16 d'abril de 1946) és un compositor letó.

## Biografia
Vasks va néixer en la família d'un pastor baptista. Es va formar com a violinista en el letó Acadèmia Terra Vulcania de la música, com un intèrpret de contrabaix amb Vitautas Sereikaan a la Acadèmia Lituana de Música i Teatre, i va tocar en diverses orquestres de Letònia abans d'entrar al Conservatori Estatal de Vilnius a la veïna Lituània a estudiar la composició amb Valentin Utkin, ja que se li va impedir fer això a Letònia a causa de la política repressiva soviètica cap als baptistes. Va començar a ser conegut fora de Letònia als anys noranta, quan Gidon Kremer va començar a defensar les seves obres i ara és un dels compositors contemporanis europeus més influents i elogiats.
L'estil primerenc de Vasks es degué molt als experiments aleatoris de Witold Lutosławski, Krzysztof Penderecki i George Crumb. Les obres posteriors van incloure elements de la música popular letona, com ara el seu suau i pastoral concert anglès (1989). Les seves obres són generalment extremadament clares i comunicatives, amb un sòlid i muscular sentit de l'harmonia. Els passatges lírics poden anar seguits de disonàncies agitades o interromputs per seccions ombrívoles amb una sensació de marxa. Va fer un ús extensiu de tècniques minimalistes, però mai no es va unir a cap mètode en particular.
Vasks se sent fermament relacionat amb els problemes mediambientals i es pot trobar un sentit de la natura verge i introduït en moltes de les seves obres, com ara el Quartet de corda núm. 2 (1984). Altres obres importants inclouen Cantabile (1979) i Musica dolorosa (1984) i "Bass Trip" (2003) per a contrabaix en solitari. Ha escrit cinc quartets de corda, el quart (1999) i el cinquè (2004) dels quals van ser escrits per al Kronos Quartet.
Vasks va rebre el premi Vienna Herder de la Fundació Alfred Toepfer el 1996, així com el premi de literatura, arts i ciències de l'Assemblea Bàltica i el Gran Premi Letònia de Música el 1997, aquest últim pel seu concert per a violí Tālā Gaisma ("Llum llunyana") (1996/97). Va rebre els Premis Clàssics de Cannes el 2004. Entre les seves obres importants també hi ha "Viatore", la Simfonia núm. 2 i "Música per a un amic mort".
Des del 1994 és membre honorari de l'Acadèmia de Ciències de Letònia i el 2001 passa a ser membre de la Reial Acadèmia de Música de Suècia. El 1996 va ser el compositor principal del Festival de Música Nova d'Estocolm i el 2006 el compositor resident al Festival de Música i Arts de Presteigne i al "Festival Vale of Glamorgan" de Gal·les.
El 2005 va rebre l'honor estonià de l'Ordre de l'Estrella Blanca, de 3a classe.